# تيد دونيلي
تيد دونيلي (بالإنجليزية: Ted Donnelly)‏ هو عازف جاز أمريكي، ولد في 13 نوفمبر 1912، وتوفي في 8 مايو 1958.

## وصلات خارجية
- تيد دونيلي على موقع ميوزك برينز (الإنجليزية)
- تيد دونيلي على موقع أول ميوزيك (الإنجليزية)
- تيد دونيلي على موقع ديسكوغز (الإنجليزية)